# Fonds national juif
Pour les articles homonymes, voir FNJ, KKL et JNF.

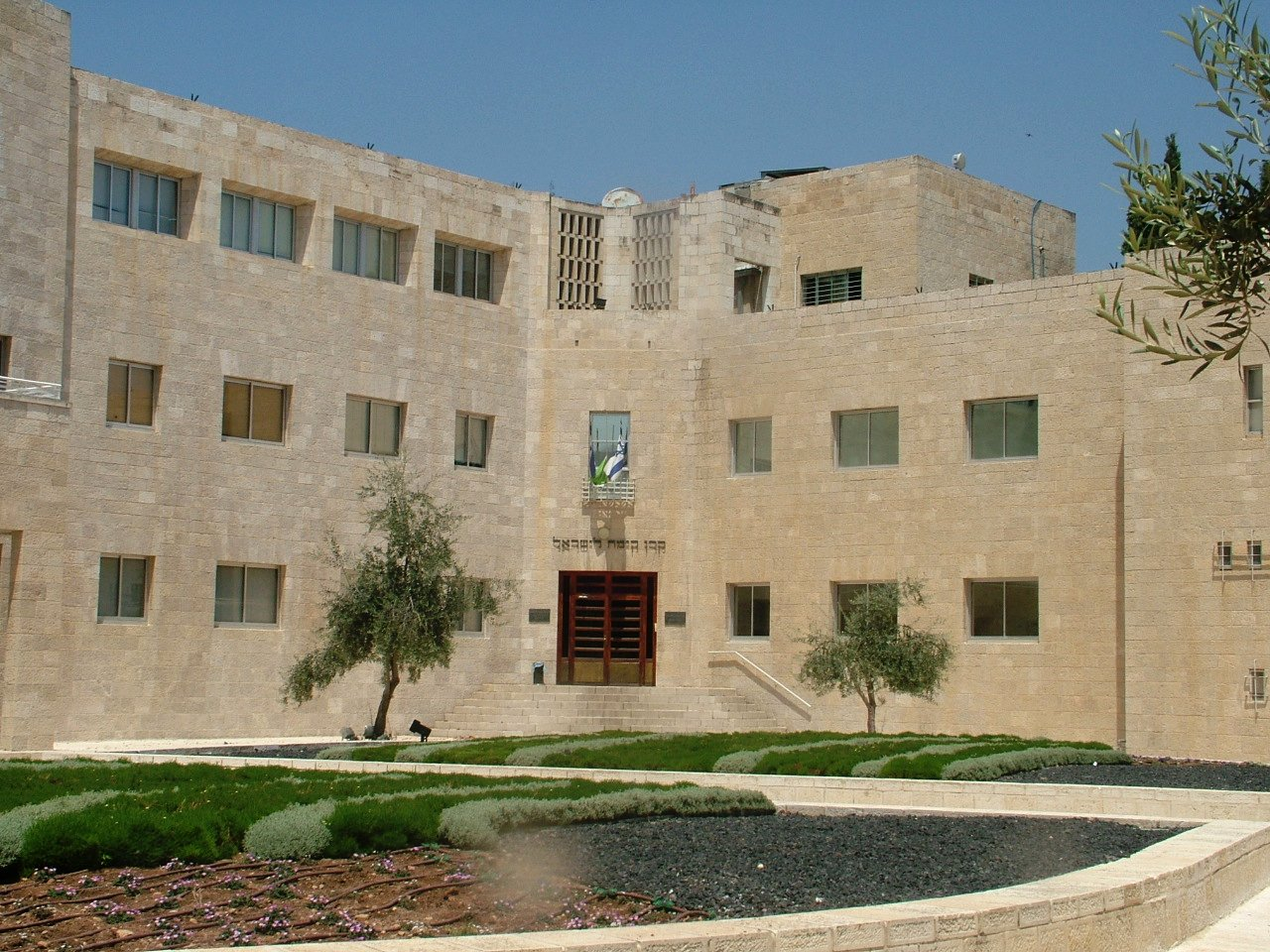
Siège du Fonds national juif à Jérusalem.

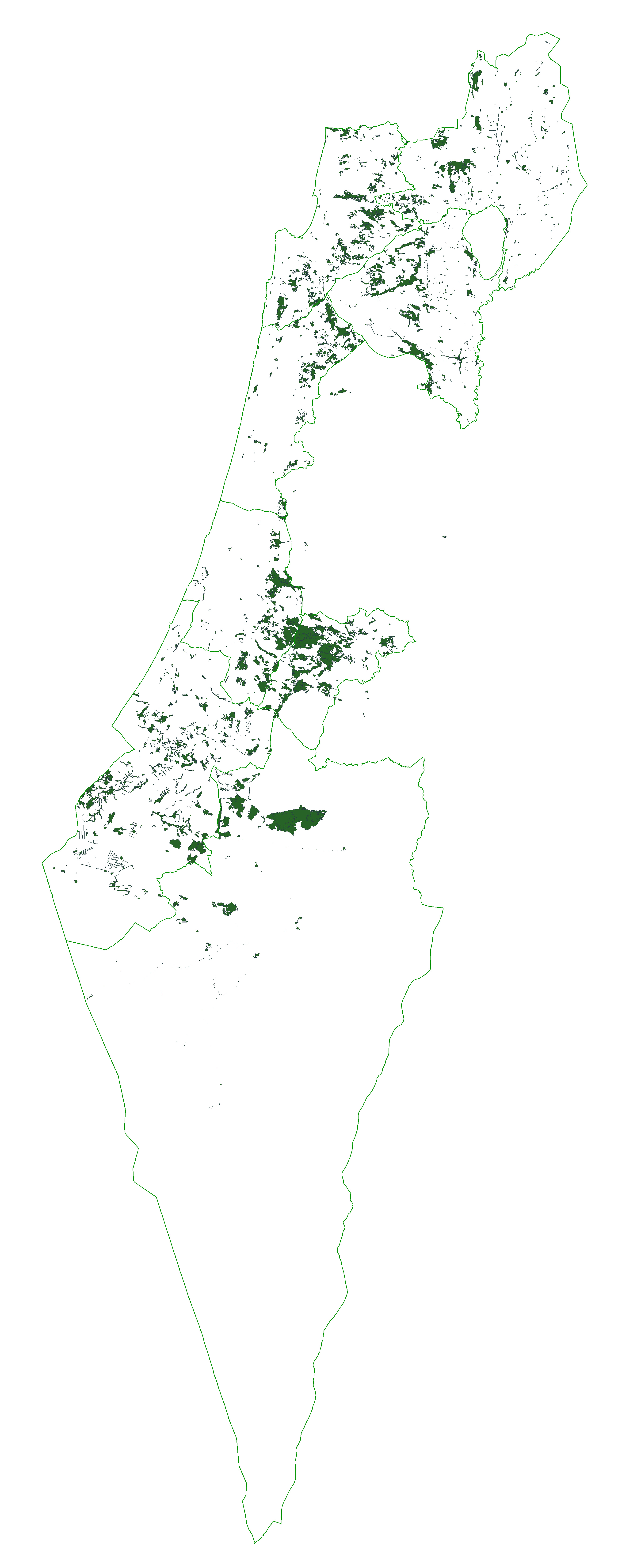
Carte des forêts en Israël plantées par le Fonds national juif.

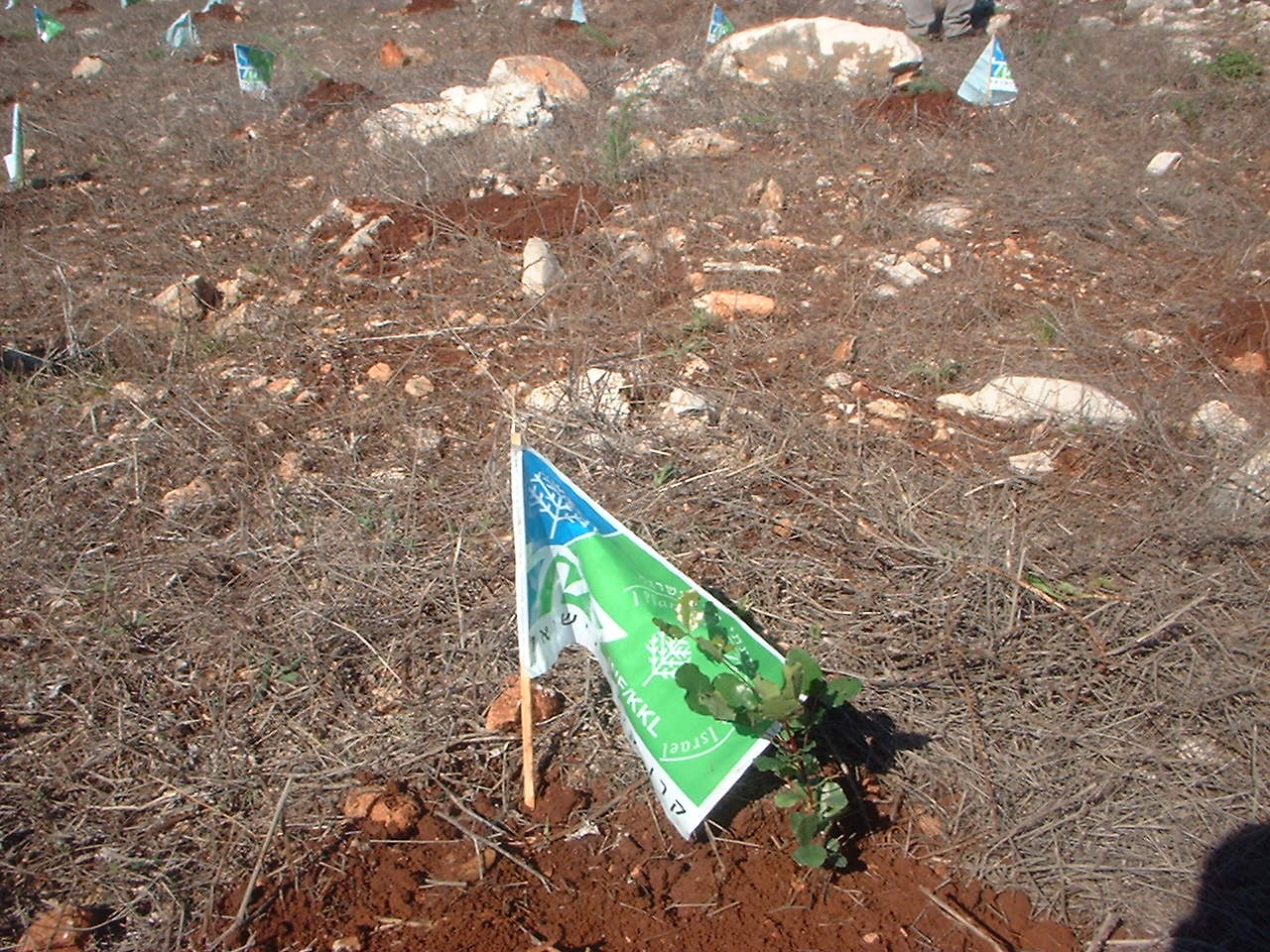
Arbre nouvellement planté par le Fonds national juif en Israël.

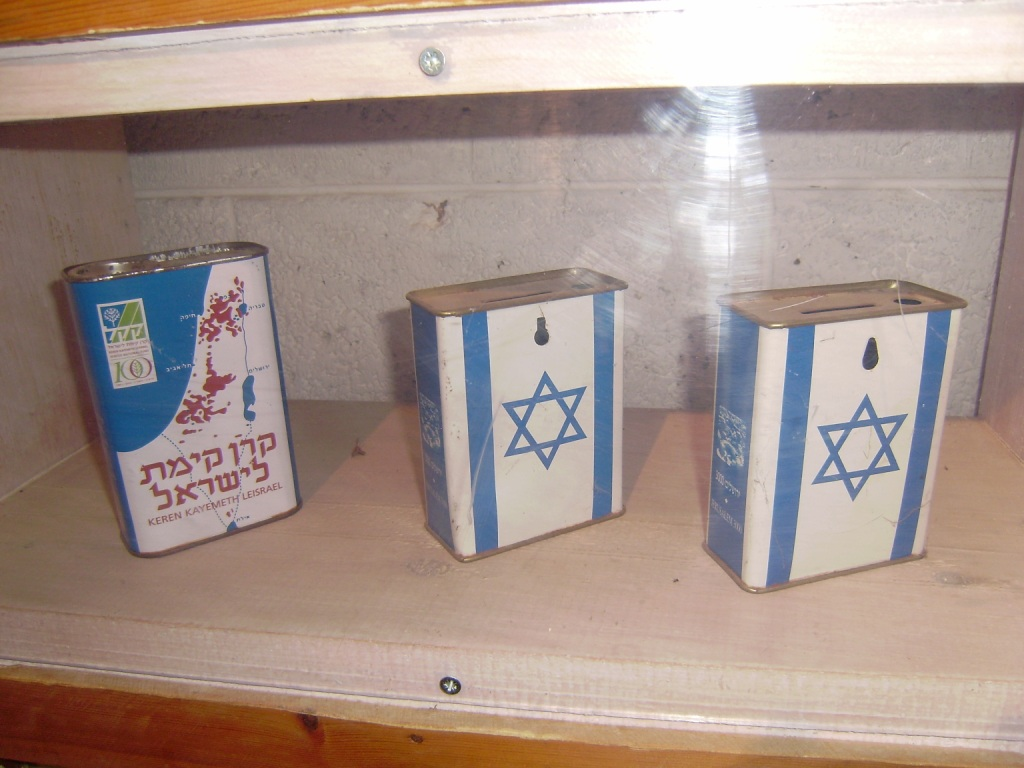
Les boîtes bleues du Fonds national juif.

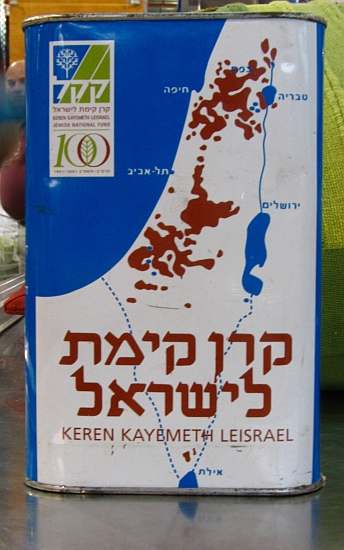
La boîte bleue du Fonds national juif.

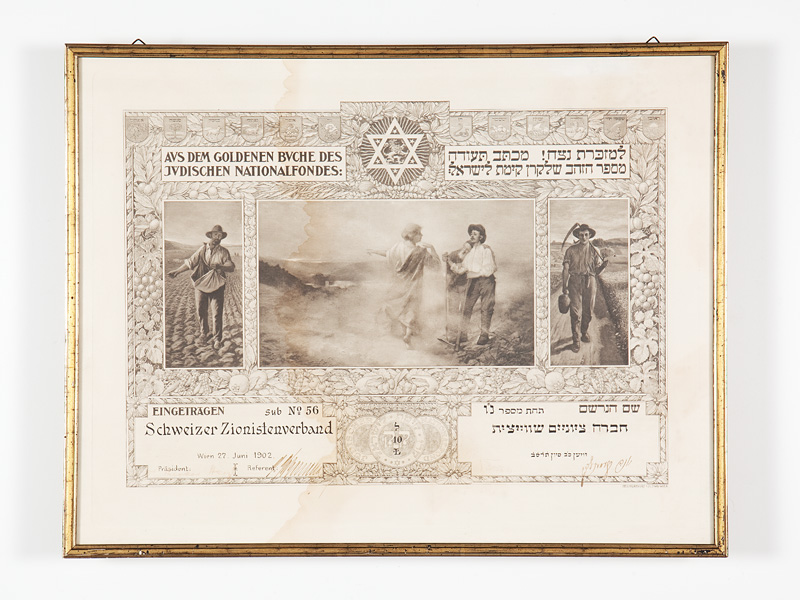
Livre d’or signé par Theodor Herzl et Johann Kremenetzky. Dans la collection du musée juif de Suisse.

Le Fonds national juif (FNJ), en anglais Jewish National Fund (JNF), en hébreu Keren Kayemeth LeIsrael (KKL, littéralement « fonds pour la création d'Israël »), est un organisme du mouvement sioniste, fondé en 1901 à Bâle (Suisse) pour s'occuper de l'achat de terre en Palestine (alors ottomane, puis mandataire) et de la préparation des futurs pionniers juifs.
Il continue d'exister après la création de l'État d'Israël en 1948. Il possède et gère aujourd'hui plusieurs centaines de milliers d'hectares en Israël et est connu pour avoir planté de nombreuses forêts.

## Avant 1948

### Origines et création
Le KKL est créé en 1901, à l'initiative du professeur Tzvi Herman Shapira faisant suite à une décision du 5e Congrès sioniste à Bâle. La proposition du professeur Shapira de racheter des terres qui constitueront le territoire de la nation future, avait été faite au congrès des Amants de Sion de Katowice en 1884, ainsi qu'aux premier (1897), troisième et cinquième (1901) Congrès sionistes.

### Débuts à l'époque ottomane
En 1903, 800 acres (320 hectares) sont achetées près de Hadera. Les premiers arbres, des oliviers sont plantés à Houlda en 1908. 
Dans la première décennie du XXe siècle, le FNJ participe à la fondation de Tel-Aviv et du kibboutz de Degania et à l'achat de terrains pour la forêt de Ben-Shemen. 
Jusqu'à la fin de la Première Guerre mondiale, le FNJ se consacre à l'achat de terre et à l'installation des pionniers. Après la création du Keren Hayessod (1920), il limite ses activités au rachat de terres. Le rachat des terres est un élément essentiel du projet sioniste, et de fait, il favorise l'immigration et l'intégration des pionniers. Le FNJ s'occupe également de l'assainissement des terrains marécageux. 
Au départ, il est financé grâce à des fonds provenant d'une part des dons récoltés dans les fameuses « boîtes bleues », répandues dans toute la Diaspora, d'autre part de la vente de timbres-poste-KKL, qui remplissent en même temps une fonction pédagogique.

### De 1920 à 1948: l'époque de la Palestine mandataire
À la veille de la naissance de l'État d'Israël, le FNJ compte pour plus de 1 000 hectares de terres dont il est responsable. Au moment de la proclamation de l'État d'Israël en 1948, le FNJ détient 12,5 % des terres du pays, sur lesquelles vivent en 2011 80 % de la population israélienne[pas clair].

## Après 1948
La proclamation de d'indépendance de l'État d'Israël le 14 avril 1948 est suivie par la guerre contre la Syrie, la Jordanie et l'Égypte et l'exode de la population palestinienne de la zone contrôlée par l'armée d'Israël. 

### Attribution au FNJ des terres abandonnées
Les propriétaires de nombreuses terres cultivées se retrouvent considérés comme absents par l’État d’Israël, qui promulgue dès décembre 1948 la loi sur la propriété des absents pour gérer ces terres. Elles représentent une surface de plus de 30 000 hectares à la mi-mai et de plus de 68000 à la fin de la guerre. Après l'interdiction faite aux réfugiés de rentrer chez eux, Yossef Weiz négocie avec le gouvernement pour qu'on les confie au FNJ. David Ben Gourion finit par en concéder le contrôle au Fonds pour qu'il puisse superviser ou organiser les locations de terres aux colons.

### Rôle et organisation du FNJ dans l'État d'Israël
Avec la création de l'État d'Israël, l'ordre des priorités se trouve modifié. Le KKL concentre principalement ses efforts sur le reboisement des terres, la construction de routes, l'aménagement des zones désertiques et l'assainissement. De 1948 à 1993, il a fait planter plus de 200 000 000 d'arbres. Depuis sa création, le KKL dit avoir aménagé plus de 7 000 km de route et de sentier, racheté ou assaini 380 000 hectares de terre, installé 175 réservoirs d'eau, draîné 48 500 hectares de la vallée de la Houla. C’est la première grande entreprise publique qui sera suivie par la plantation de la forêt commémorant les 6 millions de morts de la Shoah appelée la forêt des Martyrs,. En 2019, la SPNI estime à 100 000 hectares la surface reboisée par le Fonds national juif en un siècle.
Le KKL fait connaître son programme de rachat de terres grâce au slogan : « La Terre ne sera pas bradée car c'est ma Terre. » La « boîte bleue » et les timbres sont familiers de nombreuses familles de toute la Diaspora. Les comités du KKL sont présents dans 50 pays, où ils servent de centres actifs dans leur engagement pour Israël.
Aujourd'hui, c'est le directeur des terrains d'Israël, nommé directement par le ministère de l'agriculture, qui gère l'entreprise. À la tête de l'organisation se réunit un conseil public, composé de représentants gouvernementaux et de 6 membres du KKL.

### Évolution et critique de la politique de reboisement
La politique de reboisement entreprise par le Fonds national juif a évolué à partir des années 1980. Durant la première partie du XXe siècle, les plantations touchaient surtout les zones les plus humides du centre et du nord d'Israël et consistaient en 51 % de pins et 8 % d'eucalyptus. Mais le labour profond et les herbicides ont endommagé la flore et la faune locale. Les plantations de forêts ne comportant qu'une espèce ne permettent pas un développement durable. Aussi, depuis les années 1980, la politique du FNJ a-t-elle changé. À l'incitation de la SPNI, le FNJ a changé sa politique de monoculture : la densité des plantations a diminué et les divers arbres forestiers locaux ont été préférés aux pins. Bien que la réhabilitation des forêts naturelles ait permis le retour de nombreuses espèces, le boisement dense de pins constitue un système écologique pauvre où la vie sauvage est en déclin. Le changement de politique cité plus haut a permis le retour d'arbres indigènes dont des arbres à larges feuilles et des buissons, même si en 2006, les forêts en Israël ne comportent encore que 11 % d'espèces indigènes. Les nouvelles plantations sont moins denses que les forêts de pins plus anciennes et cela permet le retour d'une vie sauvage plus variée.
De plus, dans les années 1960, une politique de boisement a été entreprise dans la région semi-aride du nord-Néguev qui a bénéficié à 5 000 hectares en 2000. Toutefois, les arbres constituent des observatoires pour les oiseaux de proie qui ont mis en danger des espèces indigènes de lézards.
Après la guerre d'indépendance d'Israël de 1948, des forêts furent plantées sur l'emplacement de villages arabes abandonnés dont la population avait fui ou avait été chassée,. Les oliviers, dont les fruits et l'huile font partie intégrante des traditions palestinienne et israélienne furent coupés et remplacés par des pins et des cyprès.  Toutefois, le FNJ explique que la première plantation jamais faite par le FNJ était une plantation d'oliviers en 1907 à Hadera, que dès l'année suivante 12 000 plants d'oliviers étaient enracinés dans la forêt de Houlda et qu'en 2017, 15 000 oliviers sont plantés chaque année.  

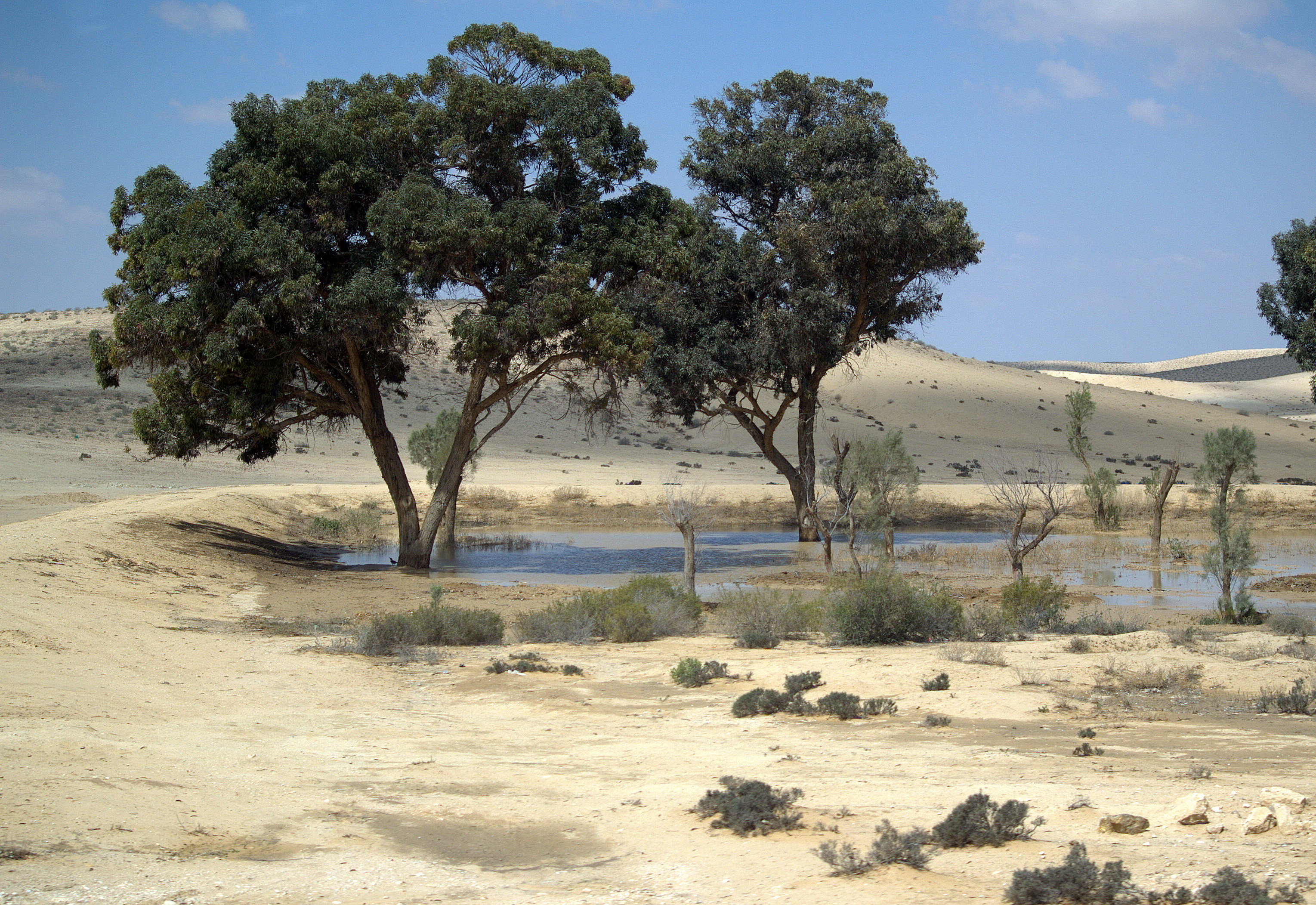
Un liman, système d'irrigation créé par le Fonds national juif dans le désert du Néguev.

Le reboisement permet surtout d'endiguer l'érosion des sols et à faire reculer la désertification même si plusieurs observateurs et historiens, comme  Walid Khalidi, affirment que le reboisement opéré par le FNJ serait une politique délibérée d'effacer et nier toutes traces de la présence arabe avant 1948 et pour couvrir la destruction des villages arabes,,.
Dans la région désertique du Néguev, l'État d'Israël et le FNJ ont pris possession de dizaines de milliers d'hectares et expulsé les populations locales car, sur ces terres qu'ils traversent, les Bédouins (nomades) n'ont généralement « aucun droit formel » (titre de propriété), de ce fait l'État d'Israël les transfère dans des villages créés sur mesure. Pour ce qu'ils représentent dans ce conflit, les arbres plantés sont perçus comme des armes et sont l'objet de différents dommages de la part des Bédouins. Des témoignages les accusent entre autres de déraciner les jeunes plants ou d'emmener délibérément paître leurs troupeaux là où furent plantés les arbres. La politique d'Israël  vis-à-vis des Bédouins est présentée en ces termes par le major-général Doron Almog, en 2013 : « Nous voulons leur apporter l'eau, l'électricité, les écoles et les hôpitaux auxquelles ils ont droit. Mais pour que cela se fasse à un coût supportable pour l'État d'Israël, il faut qu'ils acceptent de quitter leurs villages pour se réunir dans des centres urbains. » Ces centres urbains font l'objet, dès 2007, de très vives critiques de la part d'universitaires comme Amnon Raz-Krakotzkin qui écrit : « [Leur] création avait pour but explicite de les chasser de leur terre pour les regrouper dans des ghettos qui ne disposent d'aucun des aménagements de base ».
En 2011, Amnesty International alerte l'opinion internationale quant à l'expulsion des habitants et la destruction systématique du village bédouin d'al-Araqib dans le Néguev sur lequel le FNJ veut implanter une forêt. La destruction du village avait eu lieu en août 2010 ; depuis, le village a été détruit 238 fois (en avril 2025). Selon les autorités, l'occupation du terrain est illégale alors que les résidents disent s'y être établis dans les années 1990. Le FNJ répond aux accusations qui le visent que le conflit n'implique que l'État et les habitants d'al-Arakib, que les plantations ont été entreprises après la décision des tribunaux et surtout que ces plantations sont totalement réversibles et n'empêcheraient pas un nouvel établissement des Bédouins, si une telle décision était prise.
En 2019, la Société pour la protection de la nature en Israël publie un ouvrage où elle dénonce la politique de reboisement systématique du KKL car elle contribue à détruire les écosystèmes naturels israéliens tels que les matorral, les prairies, les plaines limoneuses et les déserts de sable ou de pierre.